# Primera Regional de Navarra 1967-68
La temporada 1967-68 de Primera Regional de Navarra es cuarto nivel de las Ligas de fútbol de España para los clubes de Navarra y La Rioja, por debajo de la Tercera División de España

## Sistema de competición
Los 14 equipos en un único grupo, que se enfrentan a doble vuelta, una vez en casa y otra en el campo del equipo rival, todos contra todos.
No hubo ascensos a Tercera División al coincidir con una reestructuración de esta división pasando de 15 grupos a 8. 
Los dos últimos clasificados jugaron una promoción de permanencia contra los dos campeones de los dos grupos de ascenso de Segunda Regional.

## Clasificación[1]
| Pos. | Equipo                       | Pts. | PJ | G  | E  | P  | GF | GC | Dif. |                          |
| ---- | ---------------------------- | ---- | -- | -- | -- | -- | -- | -- | ---- | ------------------------ |
| 1    | C. D. Izarra (C)             | 33   | 26 | 14 | 5  | 7  | 46 | 31 | +15  |                          |
| 2    | C. Peña Sport                | 32   | 26 | 13 | 6  | 7  | 44 | 31 | +13  |                          |
| 3    | Peña Balsamaiso C. F.        | 29   | 26 | 10 | 9  | 7  | 35 | 34 | +1   |                          |
| 4    | Náxara C. D.                 | 28   | 26 | 10 | 8  | 8  | 49 | 42 | +7   |                          |
| 5    | C. Atlético Osasuna Promesas | 27   | 26 | 10 | 7  | 9  | 49 | 41 | +8   |                          |
| 6    | C. D. Alfaro                 | 27   | 26 | 10 | 7  | 9  | 51 | 45 | +6   |                          |
| 7    | C. D. Arnedo                 | 27   | 26 | 11 | 5  | 10 | 39 | 38 | +1   |                          |
| 8    | C. D. Iruña                  | 27   | 26 | 10 | 7  | 9  | 36 | 44 | −8   |                          |
| 9    | C. D. Azkoyen                | 26   | 26 | 11 | 4  | 11 | 40 | 39 | +1   |                          |
| 10   | C. D. La Calzada             | 25   | 26 | 9  | 7  | 10 | 46 | 37 | +9   |                          |
| 11   | A. D. San Juan               | 24   | 26 | 7  | 10 | 9  | 35 | 37 | −2   |                          |
| 12   | C. D. Oberena Junior         | 23   | 26 | 10 | 3  | 13 | 45 | 41 | +4   |                          |
| 13   | C. D. Recreación de Logroño  | 21   | 26 | 6  | 9  | 11 | 32 | 43 | −11  | Promoción de permanencia |
| 14   | C. D. Falcesino              | 15   | 26 | 5  | 5  | 16 | 26 | 70 | −44  | Promoción de permanencia |

 Fuente: Fútbol Regional

## Promoción de permanencia[2]
| Equipo 1                 | Agr. | Equipo 2                    | Ida | Vuelta | 3er partido |
| ------------------------ | ---- | --------------------------- | --- | ------ | ----------- |
| C. D. Falcesino          | 4-3  | C. A. Artajonés             | 1-0 | 0-1    | 3-2         |
| C. D. Muskaria de Tudela | 2-3  | C. D. Recreación de Logroño | 1-0 | 1-3    |             |

| Ida; 2 de junio de 1968 | C. D. Falcesino | 1-0 | C. A. Artajonés |  |  |

| Vuelta; 9 de junio de 1968 | C. A. Artajonés | 1-0 | C. D. Falcesino |  |  |

| Desempate; 16 de junio de 1968 | C. D. Falcesino | 3-2 (Global 4-3) | C. A. Artajonés |  |  |

| Ida; 2 de junio de 1968 | C. D. Muskaria de Tudela | 1-0 | C. D. Recreación de Logroño |  |  |

| Vuelta; 9 de junio de 1968 | C. D. Recreación de Logroño | 3-1 (Global 3-2) | C. D. Muskaria de Tudela |  |  |

| Permanecen en Primera Regional | Permanecen en Segunda Regional |
| C. D. Falcesino                | C. A. Artajonés                |
| C. D. Recreación de Logroño    | C. D. Muskaria de Tudela       |